# Gieorgij Orłow
Gieorgij Michajłowicz Orłow (ros. Гео́ргий Миха́йлович Орло́в, ur. 29 marca?/11 kwietnia 1903 we wsi Łubianki w guberni orłowskiej, zm. 30 listopada 1991 w Moskwie) – radziecki polityk i funkcjonariusz państwowy, zastępca naczelnika Gułagu NKWD ZSRR (1939-1940), minister, generał major służby inżynieryjno-technicznej.

## Życiorys
1927 ukończył Instytut Leśny w Leningradzie, później pracował w kombinacie celulozy i papieru. Od 1931 pracownik Państwowego Instytutu Przemysłu papierniczego w Leningradzie, od 1933 do 1938 był tam głównym inżynierem, w marcu 1938 wykluczony z kandydatów na członka WKP(b). Od 20 maja 1938 do 19 sierpnia 1940 szef Wydziału Przemysłu Papierniczego Głównego Zarządu łagrów NKWD ZSRR, 22 kwietnia 1940 mianowany majorem bezpieczeństwa państwowego. W sierpniu 1938 ponownie został kandydatem na członka WKP(b), przyjęty do partii w 1940. Od 13 czerwca 1939 do 19 sierpnia 1940 zastępca szefa Głównego Zarządu Łagrów NKWD ZSRR, a od 19 sierpnia 1940 do 26 lutego 1941 I zastępca naczelnika Głównego Zarządu Łagrów NKWD ZSRR. Od 26 lutego 1941 do 1944 szef Głównego Zarządu Łagrów Budownictwa Przemysłowego NKWD ZSRR, od 22 marca 1943 generał major służby inżynieryjno-technicznej. Od 24 maja 1944 ludowy komisarz/minister przemysłu papierowego i celulozowego ZSRR, od 12 marca 1947 minister przemysłu leśnego ZSRR, od 29 lipca 1948 minister przemysłu leśnego i papierowego ZSRR, od 16 lutego 1951 ponownie minister przemysłu leśnego ZSRR, od 15 marca 1953 ponownie minister przemysłu leśnego i papierowego ZSRR, od 19 kwietnia 1954 do 6 września 1957 ponownie minister przemysłu leśnego ZSRR. Od 14 października 1952 do 29 marca 1966 zastępca członka KC KPZR. Od 4 czerwca 1957 do 11 kwietnia 1958 minister przemysłu leśnego Rosyjskiej FSRR, od lipca 1960 zastępca, później I zastępca przewodniczącego Państwowego Komitetu Planowania Rady Ministrów ZSRR, od 22 stycznia 1962 do 2 października 1965 przewodniczący Państwowego Komitetu ds. przemysłu leśnego, celulozowo-papierowego i drzewnego ZSRR przy Państwowym Komitecie Planowania Rady Ministrów ZSRR, od października 1965 do maja 1978 zastępca przewodniczącego Państwowego Komitetu Rady Ministrów ZSRR ds. zaopatrzenia materiałowo-technicznego, następnie na emeryturze. Deputowany do Rady Najwyższej ZSRR 2,4 i 6 kadencji. Odznaczony trzema Orderami Lenina (10 września 1939, 29 października 1940 i 10 kwietnia 1953) i Orderem Czerwonego Sztandaru Pracy (28 marca 1942).